# Senegal ai Giochi olimpici
Il Senegal ha partecipato per la prima volta ai Giochi olimpici nel 1964.
Gli atleti senegalesi hanno vinto una medaglia ai Giochi olimpici estivi, mentre non hanno mai vinto medaglie ai Giochi olimpici invernali.
Il Comitato Nazionale Olimpico e Sportivo Senegalese, creato nel 1961, venne riconosciuto dal CIO nel 1963.

## Medaglieri

### Medaglie alle Olimpiadi estive
| Giochi                 | Oro | Argento | Bronzo | Totale |
| ---------------------- | --- | ------- | ------ | ------ |
| Tokyo 1964             | 0   | 0       | 0      | 0      |
| Città del Messico 1968 | 0   | 0       | 0      | 0      |
| Monaco 1972            | 0   | 0       | 0      | 0      |
| Montreal 1976          | 0   | 0       | 0      | 0      |
| Mosca 1980             | 0   | 0       | 0      | 0      |
| Los Angeles 1984       | 0   | 0       | 0      | 0      |
| Seoul 1988             | 0   | 1       | 0      | 1      |
| Barcellona 1992        | 0   | 0       | 0      | 0      |
| Atlanta 1996           | 0   | 0       | 0      | 0      |
| Sydney 2000            | 0   | 0       | 0      | 0      |
| Atene 2004             | 0   | 0       | 0      | 0      |
| Pechino 2008           | 0   | 0       | 0      | 0      |
| Londra 2012            | 0   | 0       | 0      | 0      |
| Rio de Janeiro 2016    | 0   | 0       | 0      | 0      |
| Tokyo 2020             | 0   | 0       | 0      | 0      |
| Parigi 2024            | 0   | 0       | 0      | 0      |
| Totale                 | 0   | 1       | 0      | 1      |

### Medaglie alle Olimpiadi invernali
| Giochi              | Oro                | Argento            | Bronzo             | Totale             |
| ------------------- | ------------------ | ------------------ | ------------------ | ------------------ |
| Sarajevo 1984       | 0                  | 0                  | 0                  | 0                  |
| Calgary 1988        | non ha partecipato | non ha partecipato | non ha partecipato | non ha partecipato |
| Albertville 1992    | 0                  | 0                  | 0                  | 0                  |
| Lillehammer 1994    | 0                  | 0                  | 0                  | 0                  |
| Nagano 1998         | non ha partecipato | non ha partecipato | non ha partecipato | non ha partecipato |
| Salt Lake City 2002 | non ha partecipato | non ha partecipato | non ha partecipato | non ha partecipato |
| Torino 2006         | 0                  | 0                  | 0                  | 0                  |
| Vancouver 2010      | 0                  | 0                  | 0                  | 0                  |
| Sochi 2014          | non ha partecipato | non ha partecipato | non ha partecipato | non ha partecipato |
| PyeongChang 2018    | non ha partecipato | non ha partecipato | non ha partecipato | non ha partecipato |
| Pechino 2022        | non ha partecipato | non ha partecipato | non ha partecipato | non ha partecipato |
| Totale              | 0                  | 0                  | 0                  | 0                  |

### Medagliati
| Medaglia | Atleta        | Edizione  | Sport            | Evento                  |
| -------- | ------------- | --------- | ---------------- | ----------------------- |
| Argento  | Amadou Dia Bâ | Seul 1988 | Atletica leggera | 400 m ostacoli maschili |